# 十四烷基三己基癸酸𬭸
十四烷基三己基癸酸𬭸是一种季𬭸盐，化学式为[(C6H13)3PC14H29]+CH3(CH2)8COO−。它可由十四烷基三己基氯化𬭸和癸酸在氢氧化钠的存在下于水中反应得到。癸酸和相应的氢氧化𬭸在乙醇中反应，也能得到产物。它可作为溶剂，溶解硫、硒、碲，其稀溶液（<1wt%）分别为蓝色、橙色和紫色；溶解硫的浓溶液为暗红色。